# DR's regionale afdelinger
DR's regionale afdelinger er en række redaktioner og radiostationer under DR, beliggende rundt omkring i Danmark. Afdelingerne kendes generelt for DR P4's regionalradio, men har også andre opgaver, herunder produktion til DR's landsdækkende kanaler. Afdelingerne hører under direktørområdet DR Danmark.

## Afdelingerne
| Afdeling       | By                  | Dækningsområde |
| -------------- | ------------------- | --- |
| DR Bornholm    | Rønne               | Bornholms Regionskommune |
| DR Esbjerg     | Esbjerg             | Esbjerg, Varde, Vejen og Fanø Kommuner |
| DR Fyn         | Odense              | Fyn med øer |
| DR København   | København (DR Byen) | Region Hovedstaden (på nær Bornholm) og kommunerne Roskilde, Lejre, Solrød, Køge og Greve. |
| DR Midt & Vest | Holstebro           | Herning Kommune, Holstebro Kommune, Ikast-Brande Kommune, Lemvig Kommune, Ringkøbing-Skjern Kommune, Viborg Kommune, Morsø Kommune, Skive Kommune, Struer Kommune og Thisted Kommune           |
| DR Nordjylland | Aalborg             | Brønderslev-Dronninglund Kommune, Frederikshavn Kommune, Hjørring Kommune, Jammerbugt Kommune, Læsø Kommune, Mariagerfjord Kommune, Rebild Kommune, Vesthimmerlands Kommune og Aalborg Kommune |
| DR Sjælland    | Næstved             | Region Sjælland undtagen kommunerne Roskilde, Lejre, Solrød, Køge og Greve. |
| DR Syd         | Aabenraa            | Haderslev Kommune, Sønderborg Kommune, Tønder Kommune og Aabenraa Kommune |
| DR Trekanten   | Vejle               | Fredericia Kommune, Kolding Kommune, Vejle Kommune, Hedensted Kommune og Billund Kommune |
| DR Østjylland  | Aarhus              | Favrskov Kommune, Horsens Kommune, Norddjurs Kommune, Odder Kommune, Randers Kommune, Samsø Kommune, Silkeborg Kommune, Skanderborg Kommune, Syddjurs Kommune og Aarhus Kommune                |

### DR Bornholm
DR Bornholm, som har skiftet navn til P4 Bornholm, producerer især radio fra lokalområdet (nyheder, morgen og eftermiddagsradio) og til den overordnede P4-flade.
Stationen har ca. 20 ansatte.
Den daglige ledelse består af redaktionschef Thomas Kofoed Poulsen.

### DR Esbjerg
DR Esbjerg har redaktion i Esbjerg og producerer radio, tv, tekst-tv og internetnyheder om og fra Esbjerg. Afdelingen hører under DR Syd.
Den daglige ledelse består af redaktionschef Jens Conrad-Petersen.

### DR Fyn
DR Fyn blev etableret 4. april 1960 og sender til Fyn og omkringliggende småøer.
DR Fyn producerer blandt andet den regionale radio P4 Fyn, samt indslag til Radioavisen, P1, TV AVISEN og andre redaktioner i DR. Desuden producerer afdelingen dagligt indhold til dr.dk i form af både artikler, features og podcasts.
Frekvens fra Odense er: 96.8 FM.
DR Fyns daglige ledelse består af redaktionschef Anne Stolpe og redaktionsleder Morten Rønnelund.

### DR København
DR København også benævnt Københavns Radio producerer først og fremmest regionalradio i Hovedstadsområdet, men står også bag landsprogrammer som Fri Leg og Rebbes Vikarservice. Derudover producerer de nyheder til Radioavisen samt DR.dk.
DR København har til huse i DR-byen i Ørestaden.
Den daglige ledelse består af redaktionschef Morten Møbjerg.

### DR Midt & Vest
DR Midt & Vest har redaktion i Holstebro og producerer radio, TV, Tekst-tv og internetnyheder om og fra Midt- og Vestjylland.
Hovedproduktet er regionalradio, P4 Radio Midt & Vest, som sendes fra morgen til midnat året rundt. Der produceres også radioprogrammer til P1 og P2 samt TV til alle DR's platforme.
DR Midt & Vest sendte første gang i 1974. Det første år stod fem medarbejdere bag 90 timers radio. I dag er stationen vokset betragteligt, og sender over 2.200 timers regionalradio om året. Stationens årlige budget er knap 15 millioner kr.
Den daglige ledelse består af redaktionschef Klaus Wendelboe.

#### Radioprogrammer
DR Midt & Vest producerer primært radio – og primært den regionale sendeflade på P4. P4 Midt & Vest sender dagligt syv timers direkte radio morgen og eftermiddag, samt 14 regionale nyhedsudsendelser.
I weekenderne produceres regional morgenradio, samt regionale nyheder.
Ud over de regionale programmer producerer DR Midt & Vest en række programmer og indslag til den landsdækkende flade. Blandt andet produceres der indslag til Miljømagasinet, kulturmagasinet og et øjeblik på P1.
På P4 står DR Midt & Vest for kulturprogrammet Levende Lørdag, som sendes hver lørdag. Dertil kommer landsdækkende sæsonprogrammer, som for eksempel nytårskavalkaden og en række sommerprogrammer. DR Midt & Vest producerer også nyheder til Radioavisen og P3 nyheder, lige som stationen fast stiller med en mand til livedækningen på P3 sporten.

#### TV
DR Midt & Vest er også TV-Avisen. Hver dag er mindst ét af TV Avisens hold placeret i Holstebro, hvorfra journalisterne dækker den midt- og vestjyske virkelighed for nyhederne på landskanalen. DR Midt & Vest leverer også indslag til Deadline på DR2, samt DR-Sporten, DR Update og Aftenshowet.
Derudover producerer stationen dokumentarprogrammer. Både til DR1 og DR2.

### DR Nordjylland
DR Nordjylland tidligere Nordjyllands Radio, dækker lokalnyhederne i Nordjylland. Sendetiden deles med DR P4, der har teten for radiokanalen.
DR Nordjylland har til huse i Aalborg Øst.
Den daglige ledelse består af redaktionschef Gitte Sørensen.

### DR Sjælland
DR Sjælland er en afdeling i DR Nyheder. Frem til den 31. december 2006 var navnet DR Regionalen. Afdelingen blev etableret i 1960, som DR's repræsentant i det der sidenhen blev Vestsjællands- og Storstrøms Amter.
DR Sjælland producerer nyheder, radio, tv og internetindhold til DR's flader. Stationen blev oprindelig oprettet som en del af DR's distriktssystem, med det formål udelukkende at lave radio til dækningsområdet. Radio til P4 i lokalområdet er stadig en væsentlig del af mediehusets opgaver.
Stationen, der er placeret i Næstved, har ca. 25 ansatte.
Den daglige ledelse består af redaktionschef Torben Kristiansen.

#### Radio
- P4 Sjælland til Slagelse, Sorø, Ringsted, Faxe, Stevns, Næstved, Vordingborg, Guldborgsund, Lolland, Odsherred, Kalundborg og Holbæk Kommuner.

Web
- Diverse artikler til dr.dk

#### TV
- Indslag til TV Avisen på DR1.

### DR Syd
DR Syd har redaktion i Aabenraa og producerer radio, TV, Tekst-tv og internetnyheder om og fra Syd- og Sønderjylland.
Den daglige ledelse består af redaktionschef Jens Conrad-Petersen.

### DR Trekanten
DR Trekanten, tidl. Kanal 94, har redaktion i Vejle og producerer radio, TV, Tekst-tv og internetnyheder om og fra Trekantområdet.
Den daglige ledelse består af redaktionschef Camilla Rozenfeld.

### DR Østjylland
DR Østjylland, også kaldet P4 Østjyllands Radio, der blev etableret i 1960, sender fra DR's mediehus i Aarhus og producerer radio fra det østjyske område (nyheder, morgen-, formiddags-, weekend- og eftermiddagsradio), men laver også en række andre programmer til den overordnede landsdækkende P4-flade. Det drejer sig om P4 Trafik, P4 Aften og Uhørt.
DR Østjylland har også flere tv-hold der bl.a. laver indhold til TV Avisen og DR2. Ligesom DR Østjylland også producerer stof til Radioavisen og dr.dk.
Indtil 2007 dækkede radioen Århus Amt, men siden er dækningsområdet udvidet, så den nu også dækker Horsens Kommune. DR Østjylland beskæftiger ca. 45 medarbejdere.
Den daglige ledelse består af redaktionschef Gitte Kvist.
Nehrus Allé Station ligger ved indgangen til Danmarks Radio.